# 布尔戈斯
布尔戈斯（西班牙語：Burgos，西班牙語發音：[ˈbuɾɣos]）是西班牙北部的一個城市，也是卡斯蒂利亚-莱昂自治区布爾戈斯省省會。2017年人口175,623。
建於9世紀，10世紀成為教區，11世紀成為卡斯蒂利亞王國首都。1574年升為大主教區。西班牙內戰時期為佛朗哥的根據地。
1984年10月31日，布尔戈斯主教座堂被联合国教科文组织列为世界文化遗产。

## 位置
| 西北: 塔尔达霍斯和阿尔福斯德金塔纳杜埃尼亚斯 | 北: 阿尔福斯德金塔纳杜埃尼亚斯, 金塔尼利亚维瓦尔, 比利艾埃尔诺莫尔基利亚斯和乌罗内斯 | 东北: 乌罗内斯和鲁韦纳                           |
| 西: 塔尔达霍斯和比利亚尔维利亚德武尔戈斯     |                                                                                      | 东: 鲁韦纳, 奥尔瓦内哈里奥皮科和卡尔德尼亚希梅诺 |
| 西南: 比利亚贡萨洛佩德尔纳莱斯               | 南: 比利亚贡萨洛佩德尔纳莱斯, 比利亚列索, 萨尔达尼亚德武尔戈斯和卡尔德尼亚迪霍       | 东南: 卡尔德尼亚希梅诺和卡尔德尼亚迪霍           |

## 气候

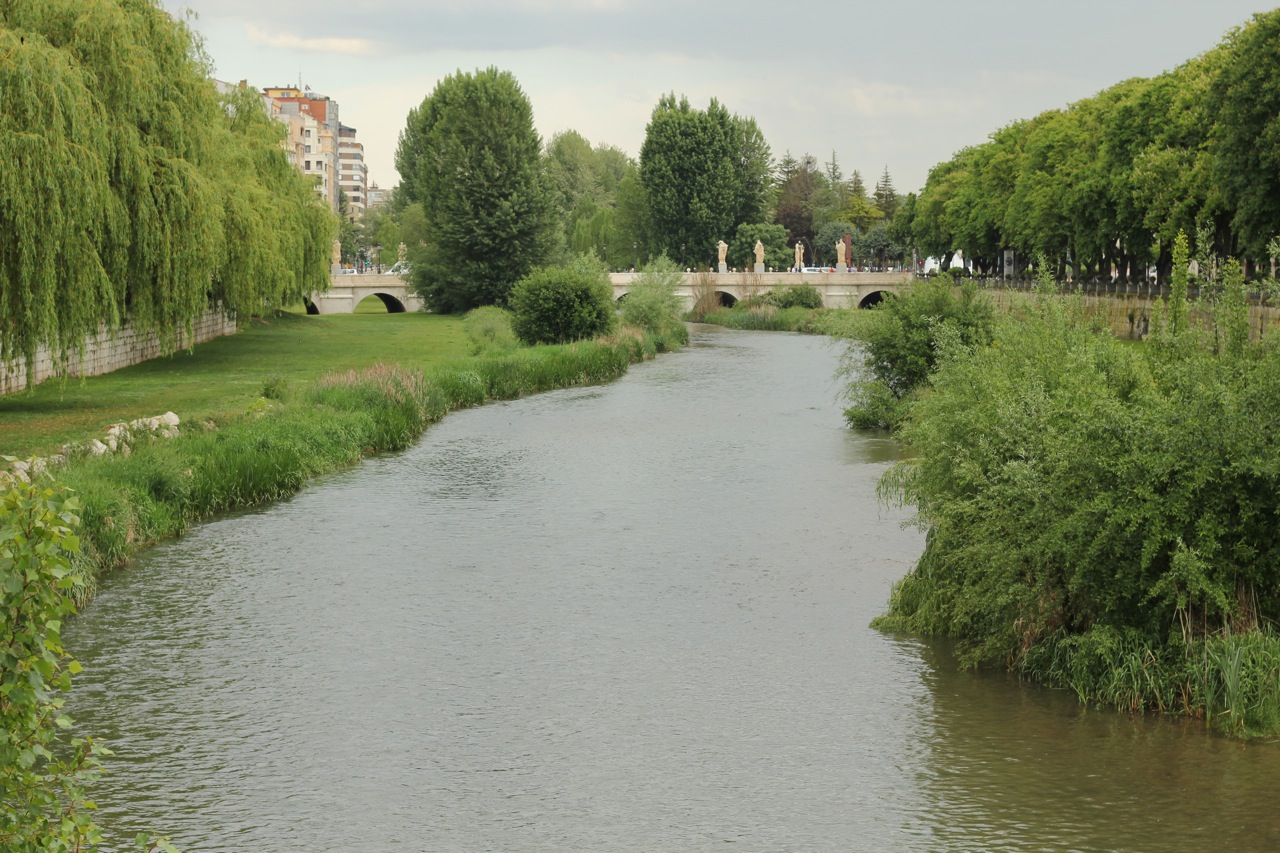
春季的阿尔兰松河
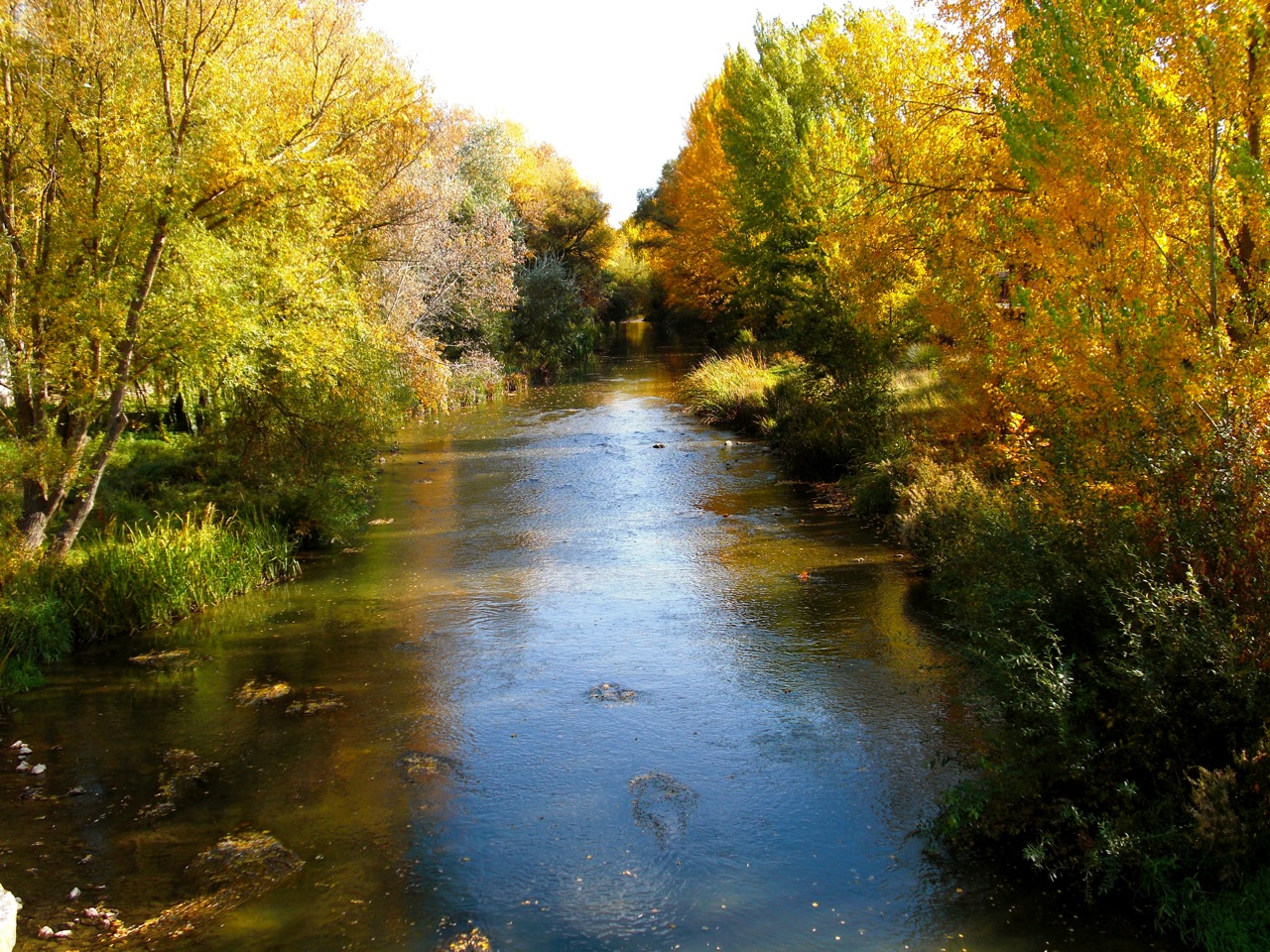
秋季的阿尔兰松河
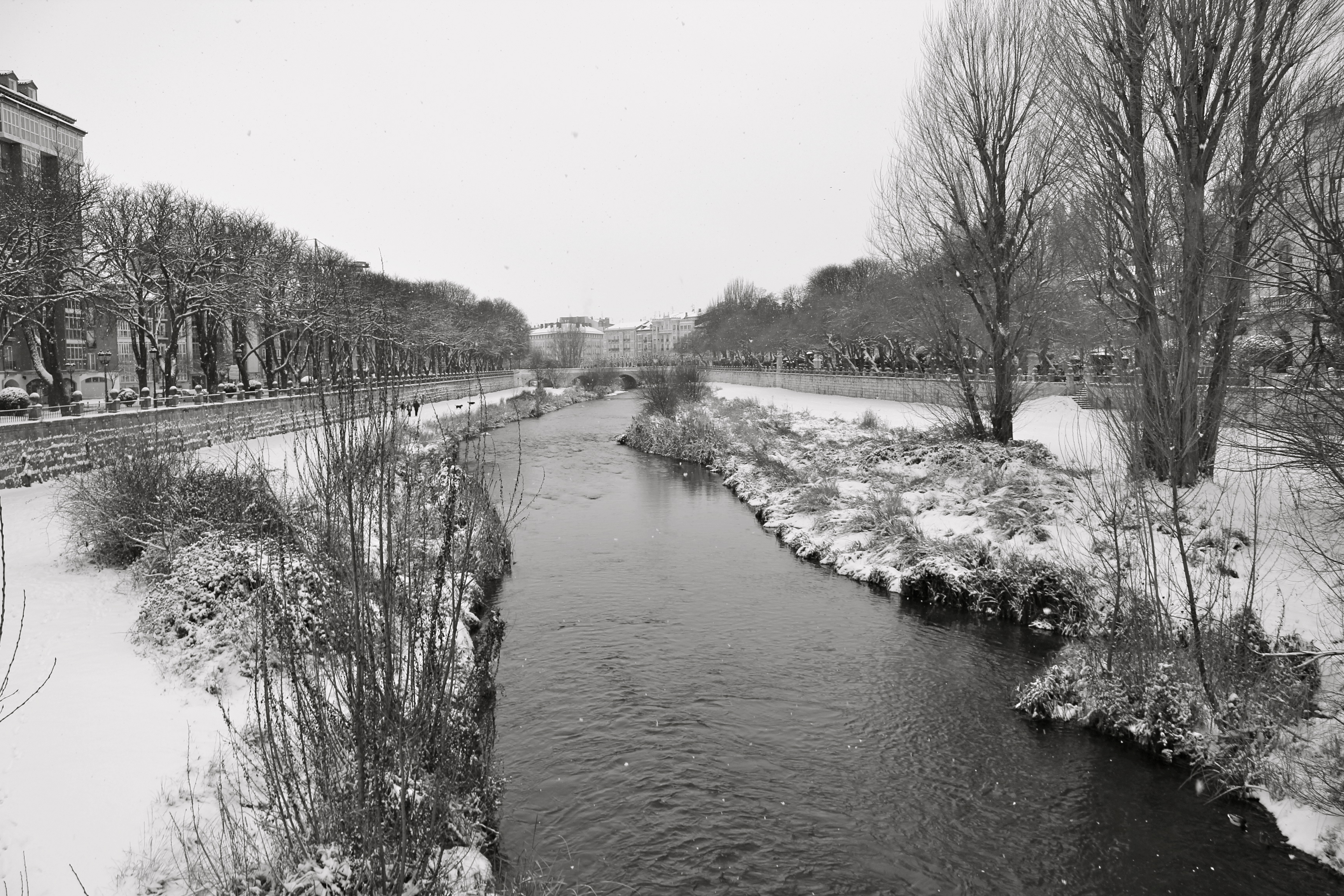
冬季的阿尔兰松河

| 布尔戈斯机场（平均海拔：891米）1981–2010年 | 布尔戈斯机场（平均海拔：891米）1981–2010年 | 布尔戈斯机场（平均海拔：891米）1981–2010年 | 布尔戈斯机场（平均海拔：891米）1981–2010年 | 布尔戈斯机场（平均海拔：891米）1981–2010年 | 布尔戈斯机场（平均海拔：891米）1981–2010年 | 布尔戈斯机场（平均海拔：891米）1981–2010年 | 布尔戈斯机场（平均海拔：891米）1981–2010年 | 布尔戈斯机场（平均海拔：891米）1981–2010年 | 布尔戈斯机场（平均海拔：891米）1981–2010年 | 布尔戈斯机场（平均海拔：891米）1981–2010年 | 布尔戈斯机场（平均海拔：891米）1981–2010年 | 布尔戈斯机场（平均海拔：891米）1981–2010年 | 布尔戈斯机场（平均海拔：891米）1981–2010年 |
| 月份                                       | 1月                                        | 2月                                        | 3月                                        | 4月                                        | 5月                                        | 6月                                        | 7月                                        | 8月                                        | 9月                                        | 10月                                       | 11月                                       | 12月                                       | 全年                                       |
| ------------------------------------------ | ------------------------------------------ | ------------------------------------------ | ------------------------------------------ | ------------------------------------------ | ------------------------------------------ | ------------------------------------------ | ------------------------------------------ | ------------------------------------------ | ------------------------------------------ | ------------------------------------------ | ------------------------------------------ | ------------------------------------------ | ------------------------------------------ |
| 历史最高温 °C（°F）                        | 19.0 (66.2)                                | 22.4 (72.3)                                | 24.5 (76.1)                                | 28.0 (82.4)                                | 33.4 (92.1)                                | 36.9 (98.4)                                | 37.8 (100.0)                               | 38.8 (101.8)                               | 36.8 (98.2)                                | 29.1 (84.4)                                | 24.0 (75.2)                                | 21.0 (69.8)                                | 38.8 (101.8)                               |
| 平均高温 °C（°F）                          | 7.0 (44.6)                                 | 9.0 (48.2)                                 | 12.9 (55.2)                                | 14.4 (57.9)                                | 18.4 (65.1)                                | 23.7 (74.7)                                | 27.6 (81.7)                                | 27.5 (81.5)                                | 23.3 (73.9)                                | 17.2 (63.0)                                | 10.9 (51.6)                                | 7.7 (45.9)                                 | 16.6 (61.9)                                |
| 日均气温 °C（°F）                          | 3.1 (37.6)                                 | 4.1 (39.4)                                 | 7.0 (44.6)                                 | 8.6 (47.5)                                 | 12.2 (54.0)                                | 16.5 (61.7)                                | 19.5 (67.1)                                | 19.5 (67.1)                                | 16.1 (61.0)                                | 11.5 (52.7)                                | 6.6 (43.9)                                 | 3.9 (39.0)                                 | 10.7 (51.3)                                |
| 平均低温 °C（°F）                          | −0.8 (30.6)                                | −0.8 (30.6)                                | 1.1 (34.0)                                 | 2.7 (36.9)                                 | 5.9 (42.6)                                 | 9.2 (48.6)                                 | 11.5 (52.7)                                | 11.5 (52.7)                                | 8.9 (48.0)                                 | 5.9 (42.6)                                 | 2.1 (35.8)                                 | 0.2 (32.4)                                 | 4.8 (40.6)                                 |
| 历史最低温 °C（°F）                        | −22.0 (−7.6)                               | −17.6 (0.3)                                | −12.0 (10.4)                               | −6.2 (20.8)                                | −7.6 (18.3)                                | 0.0 (32.0)                                 | 0.1 (32.2)                                 | 0.8 (33.4)                                 | −1.4 (29.5)                                | −5.0 (23.0)                                | −9.9 (14.2)                                | −17.1 (1.2)                                | −22.0 (−7.6)                               |
| 平均降水量 mm（）                          | 44 (1.7)                                   | 35 (1.4)                                   | 34 (1.3)                                   | 61 (2.4)                                   | 63 (2.5)                                   | 41 (1.6)                                   | 23 (0.9)                                   | 23 (0.9)                                   | 38 (1.5)                                   | 60 (2.4)                                   | 60 (2.4)                                   | 63 (2.5)                                   | 546 (21.5)                                 |
| 平均降雨天数                               | 8                                          | 7                                          | 6                                          | 9                                          | 7                                          | 6                                          | 4                                          | 3                                          | 5                                          | 8                                          | 9                                          | 9                                          | 81                                         |
| 平均降雪天数                               | 5                                          | 4                                          | 3                                          | 2                                          | 0                                          | 0                                          | 0                                          | 0                                          | 0                                          | 0                                          | 2                                          | 3                                          | 19                                         |
| 月均日照時數                               | 86                                         | 116                                        | 175                                        | 185                                        | 226                                        | 277                                        | 320                                        | 292                                        | 220                                        | 151                                        | 99                                         | 78                                         | 2,223                                      |
| 来源：Agencia Estatal de Meteorología      |                                            |                                            |                                            |                                            |                                            |                                            |                                            |                                            |                                            |                                            |                                            |                                            |                                            |

## 城市象征

### 纹章

布尔戈斯的徽章自1259年以来就有文献记载。

### 旗帜
布尔戈斯市旗由两条相同宽度的水平条纹组成，上是红色的，下是棕色的，城市的纹章以同样的宽度为中心。卡洛斯一世皇帝在他的一次访问中正式批准了这座城市。令人好奇的是，这面旗帜虽然起源于中世纪，但违反了纹章学的法律。这是因为它将红色与棕黄色混合在一起，不符合欧洲纹章传统上使用的七种配色。因此，布尔戈斯的旗帜属于中世纪旗帜中不寻常的例外。

### 市歌
布尔戈斯市歌（Himno a Burgos）由布尔戈斯当地音乐家拉菲尔·卡列哈·戈麦斯于1926年创作，歌词由马西亚诺·苏里塔创作。它每年都在圣玛丽亚拱门前的城市节期间演唱。

## 历史

### 史前时期
阿尔兰松河谷展示了人类自古以来的足迹。阿塔普埃尔卡遗址距离市中心仅15公里，被认为是第一个欧洲人的摇篮。在阿塔普埃尔卡山脉的遗址中发现了100多万年前的人类遗骸。根据考古学家的研究，到目前为止，有四个不同物种的人类骨骼遗骸：前人（下更新世）、海德堡人（中更新世）、尼安德特人（上更新世）和智人（全新世），这与在阿尔兰松盆地进行的定居点分布地理空间分析有关。
在布尔戈斯市，城堡山和圣米格尔山也有一个从青铜时代到第一铁器时代的重要定居点，此外还有一些凯尔特人在第二铁器时代和罗马时代的证据，尽管后者非常罕见。目前，在布尔戈斯城堡，从青铜时代到第一铁器时代的水平（第二部门的水平：NX、NXII、NI、NV和NVI）只有一系列放射性碳年代测定，碳14的年代从公元前3230±70到2400±110年不等。在另一项更新的考古工作中，对城堡的所有放射性碳年代进行了新的收集和重新校准，校准曲线为INTCAL13。
根据这项研究，以95%的可能性重新校准的放射性碳年代范围揭示了从古/中青铜时代到过渡到第二铁器时代的人类活动的存在。然而，尽管没有其他级别的年代，但所做的工作还表明，城堡中的铜石并用时代（第十三级）以及圣米格尔山的新石器时代和铜石并用时代有重要的物质遗迹，但由于青铜时代和铁器时代的水平重叠，除了通常的中世纪和当代变化外，后者还发生了重大的沉积后变化。
最近从新石器时代到青铜时代的史前史不仅在城堡和圣米格尔山上得到了记录，就像在阿塔普埃尔卡山脉的洞穴（例如观景洞和马约尔洞穴）中一样，而且在阿尔兰松河谷有丰富的矿床，有许多新石器时代（公元前6至4千年）、铜石并用时代（公元前3千年）和青铜时代（公元前2千年）。

### 古代

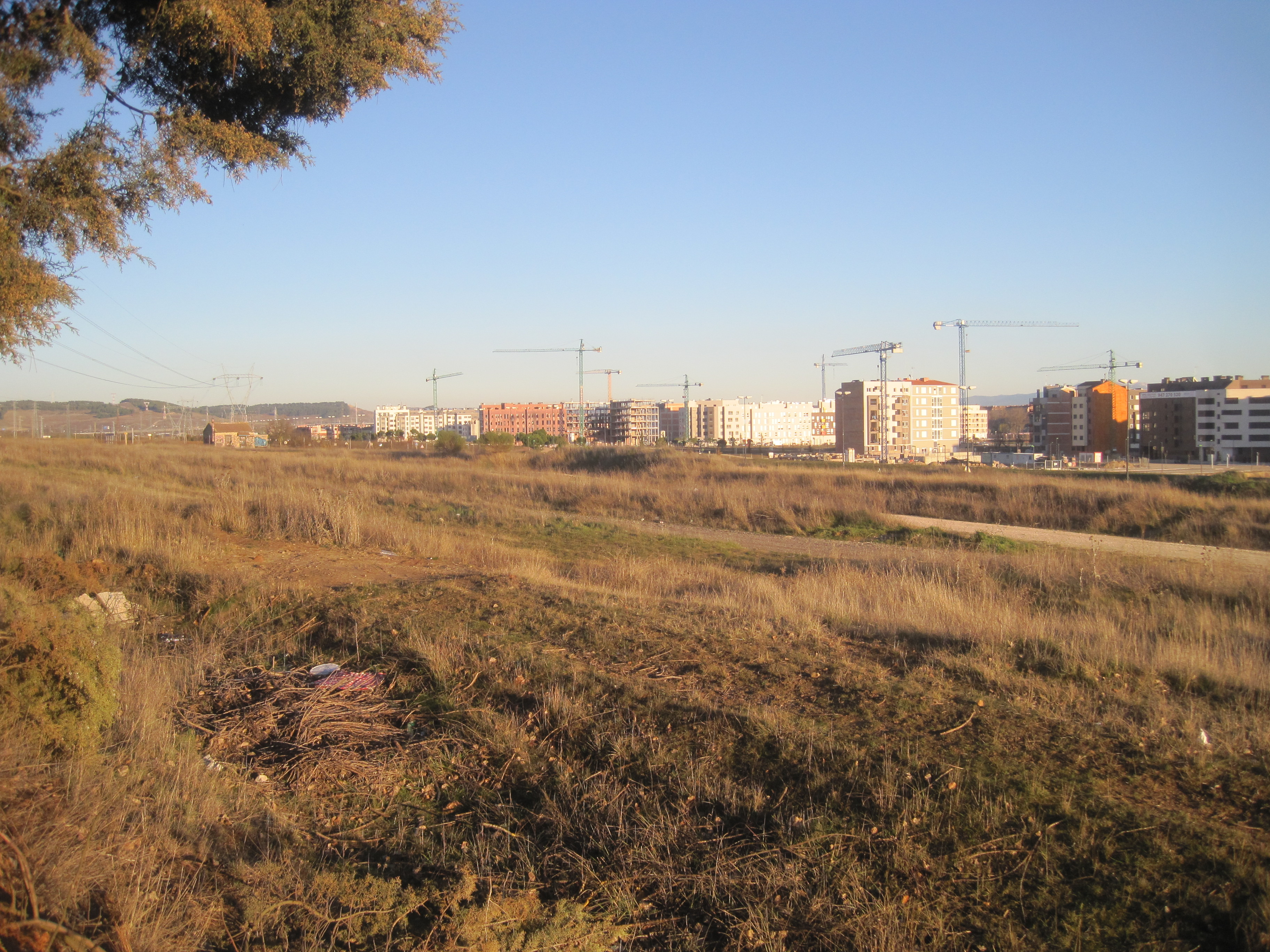
连接意大利和西班牙的罗马大道经过布尔戈斯的北部，可以看到部分遗迹

虽然该市没有重要的定居点，但有许多罗马时代的遗址，特别是在靠近阿尔兰松河的地区。
在城市的北部，从东到西，比利艾埃尔诺莫尔基利亚斯和塔尔达霍斯的邻近城市之间有一条罗马大道。这是安敦尼行纪第34号的行程，将阿斯托加与波尔多联系在一起。目前，由于被误认为是一条简单的农村道路，它在卡萨拉维加地区和铁路改道之间的最后遗骸面临着因该地区的城市规划而消失的严重危险。这条道路保存最完好的部分位于金塔纳帕利亚。

### 中世纪
一本阿拉伯编年史引用了在860年被掠夺的一种名为布尔奇亚（Burchia）的人口数据，这似乎与现在的布尔戈斯相对应，但在2004年，布尔奇亚的人口被证明与现在的城市无关
884年左右，阿方索三世试图阻止穆斯林的进攻，并派迭戈·波塞洛斯在阿尔兰松河右岸的一座小山上建立防御工事。这将有助于该据点因其战略重要性而不断发展。
931年，费尔南·冈萨雷斯成功地组建了布尔戈斯、拉拉、兰塔龙、塞雷佐和阿拉瓦省政府，使布尔戈斯成为卡斯蒂利亚伯国的首府。

#### 卡斯蒂利亚王国
1038年，斐迪南一世加冕为狮子王，建立了卡斯蒂利亚王国，布尔戈斯被选为首都。
1071年，桑乔二世将他的兄弟加西亚二世锁在布尔戈斯，从他那里夺取加利西亚王国。1074年，在兄弟桑乔去世后的国王阿方索六世将他在布尔戈斯的宫殿转让给了圣玛丽亚大教堂的建设。同年，埃尔维拉和乌拉卡公主的姐妹也将教区从奥卡转移到加莫纳尔。
1080年，阿方索六世在该市召开了他们王国的总理事会，并正式宣布废除西班牙裔礼拜仪式，代之以罗马礼拜仪式。
1085年阿方索六世征服托莱多后，布尔戈斯失去卡斯蒂利亚王国首都的地位，转为支持托莱多的发展。这并没有阻碍布尔戈斯的增长，那里将继续进行一些事务运作。

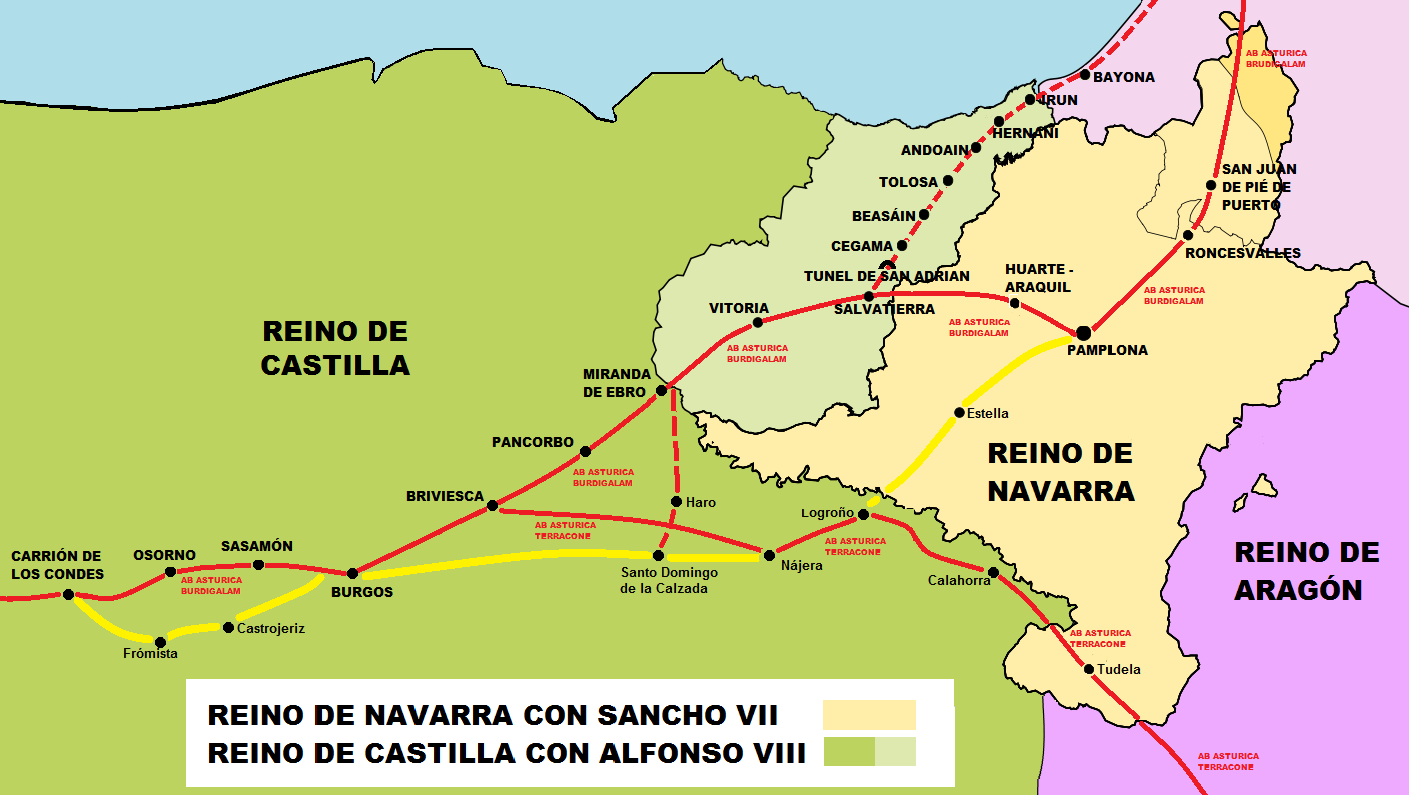
1200年左右的纳瓦拉王国和卡斯蒂利亚王国，红线表示圣地亚哥之路

关于这座城市，阿拉伯地理学家伊德里西在12世纪写道：
这是一个伟大的城市，被一条河穿过，被分成被城墙包围的街区。其中一个街区特别有犹太人居住。这座城市很强大，适合防御。有集市，商业，很多人口和财富。它位于旅行者的大道上。
一些西班牙城市和新世界的其他城市是从布尔戈斯建立的，例如毕尔巴鄂，该基金会于1301年1月4日得到卡斯蒂利亚国王费尔南多四世的确认。

### 近代

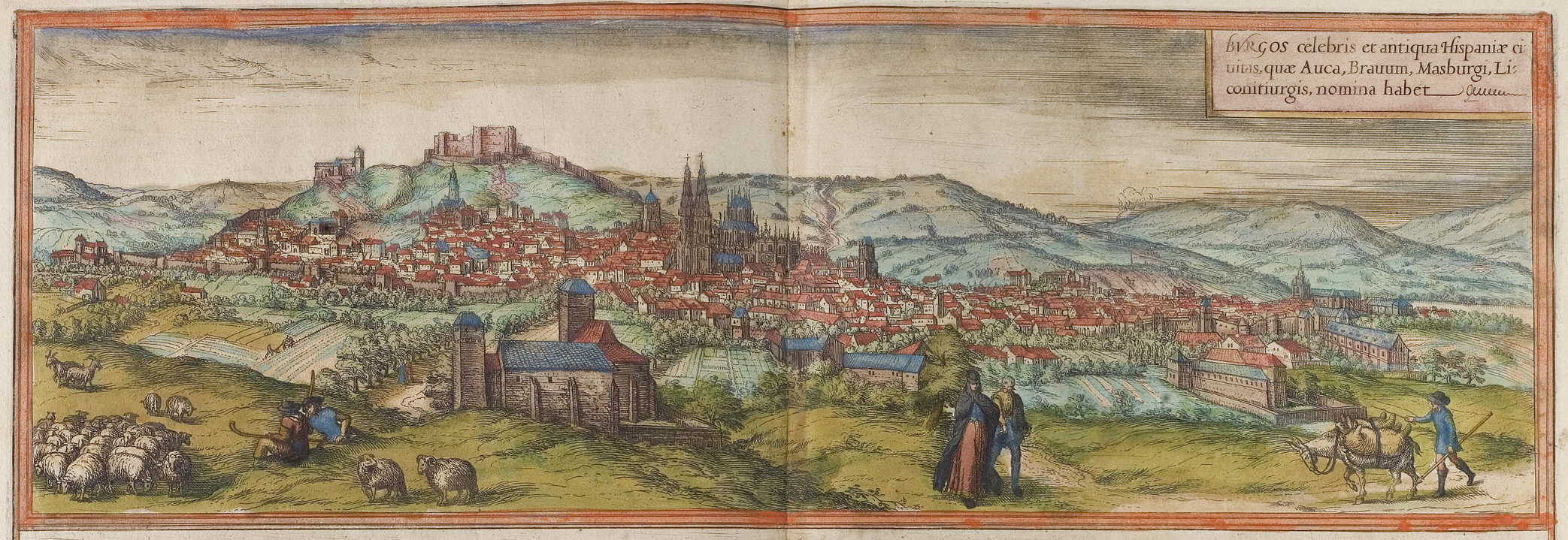
16世纪的布尔戈斯

16世纪对布尔戈斯来说是它完整的世纪。在15世纪末16世纪初，这座诞生于农业环境的城市背弃了农村，致力于围绕贸易的两极分化职能。正是在16世纪，布尔戈斯充分利用了其地理位置的优势。
卡斯蒂利亚对纳瓦拉的军事征服在该市合法化，因为阿尔瓦公爵于1515年6月11日在该市举行的卡斯蒂利亚法院报告了这一事件。

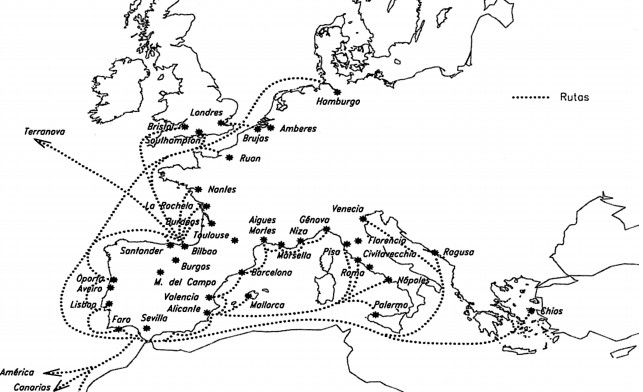
15到16世纪的布尔戈斯国际贸易圈

16世纪末，这座城市开始衰落。主要原因不仅是内部原因，因为它们达到了更高的水平：佛兰德斯战争、美洲的发现和绝对君主制的中央集权，加上首都迁往马德里等情况。
地方性原因也产生了影响，例如著名的害虫，它们特别肆虐这座城市，主要是在过去25年中，使其人口大量减少。
布尔戈斯的经济和社会框架被解除武装，道路和通讯渠道减少；布尔戈斯陷入了巨大的昏迷和孤立。这场危机反映在市政档案馆保管的一份文件中，该文件说：“这座城市人口稀少，没有人，这里的人只能出去生活，因为他们无法养活自己，房屋和建筑物几乎都被毁在地上。”布尔戈斯一直处于这种荒凉的状态，直到18世纪的最后几十年，开明的专制主义似乎使这座城市略有翻新。
人们试图恢复领事馆；1763年3月16日的皇家选票补充了领事馆的大机构，但在出口不足的经济中，羊毛垄断是没有意义的。在布尔戈斯，一切都必须人工实施：金钱、商人、交通工具。
自18世纪末至19世纪，开明君主在加泰罗尼亚和巴斯克地区采取的工业促进措施，加上保护主义政策，成功地通过对外国产品征收关税，重新启动了新兴的低竞争力制造业。例如，一匹弗拉门戈布从2比塞塔变成了6比塞塔，因此价值5比塞塔的加泰罗尼亚布在整个西班牙和殖民地都被出售。这引起了英国人和荷兰人发动了同样的关税回应，因此西班牙羊毛和谷物被允许出售。因此，一蒲式耳的西班牙小麦从10比塞塔变成了5比塞塔，这也受到了美国进入全球谷物市场的影响。卡斯蒂利亚出售的产品更便宜，被迫购买更昂贵的产品。其结果是卡斯蒂利亚严重贫困，随之而来的是贸易和工业停滞。

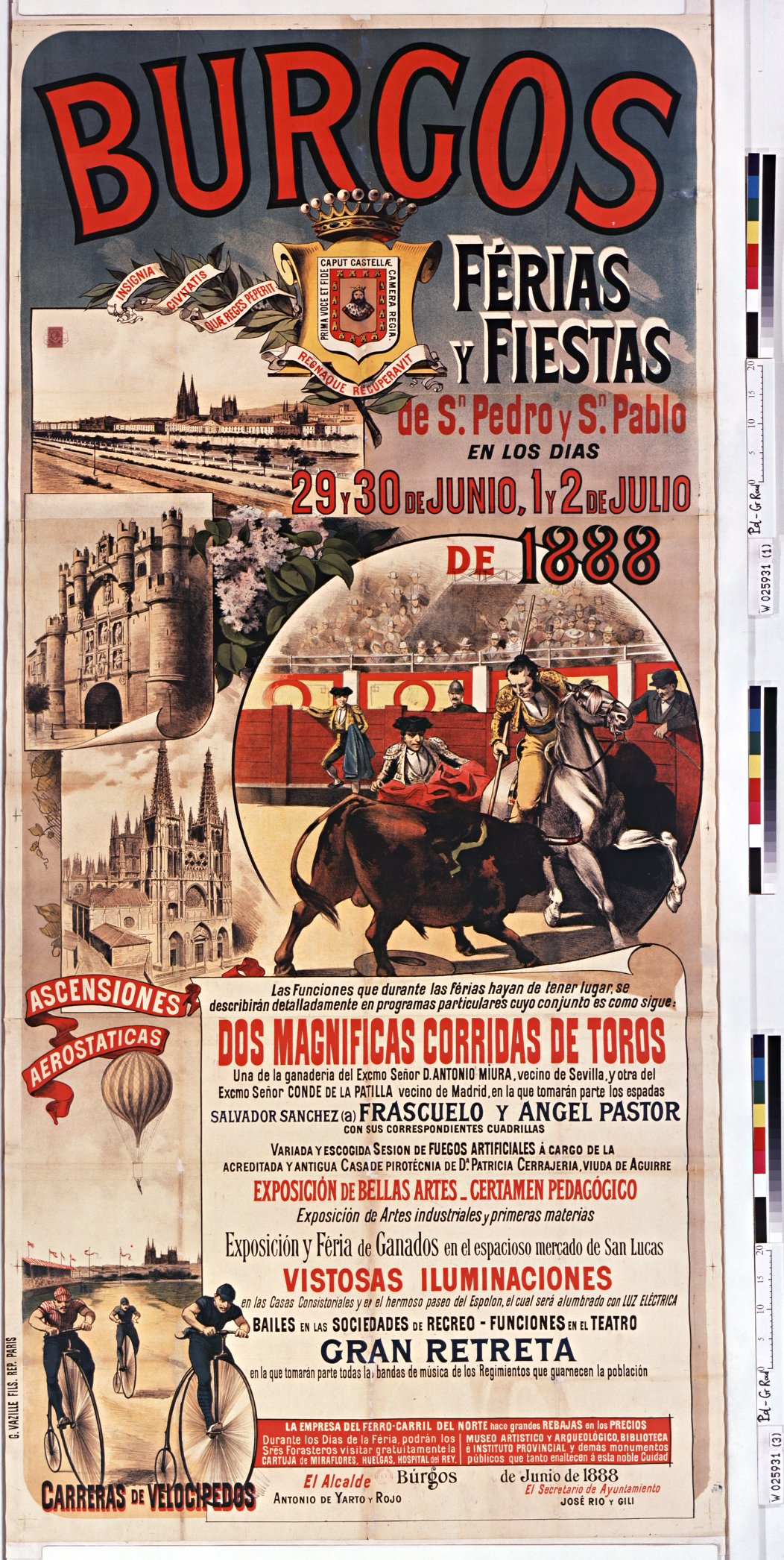
1888年的布尔戈斯节日海报

领事馆和对外贸易很快就衰落了，从1781年起，它转向了一所工艺美术学院和其他慈善文化活动，这些活动与当时的心态非常一致。类似的事情也发生在医学院，该学院成立于1799年，位于前康塞普西翁医院，到1817年消失。当时，这座城市进行了肤浅的城市设计进行改革：“圣保罗桥，红树林的更新，道路的组成，将在一些古老而不雅的走廊的地方建造的市政厅”。

### 现代
西班牙独立战争特别影响了西班牙经济。1811年和1812年的收成很差，由于军队和游击队通过征用在地面上供应，农民感到不确定，收成很差。缺乏生计加剧了饥饿，并在1812年引发了严重的死亡危机。不仅农业产量下降，还有一些工业几乎消失了，比如卡斯蒂利亚的羊毛纺织品，因为美利奴羊群用来养活军队。
此外，法军还掠夺了不同宗教建筑所珍藏的许多艺术品，如米拉弗洛雷斯慈善之家、圣佩德罗修道院坟墓的遗骸和其他已经消失的修道院，特别是卡斯蒂利亚-拉维耶亚州长达尔马尼亚克将军。1813年拿破仑士兵炸毁布尔戈斯城堡摧毁了圣玛丽亚·拉布兰卡教堂以及大教堂的大部分玻璃窗。

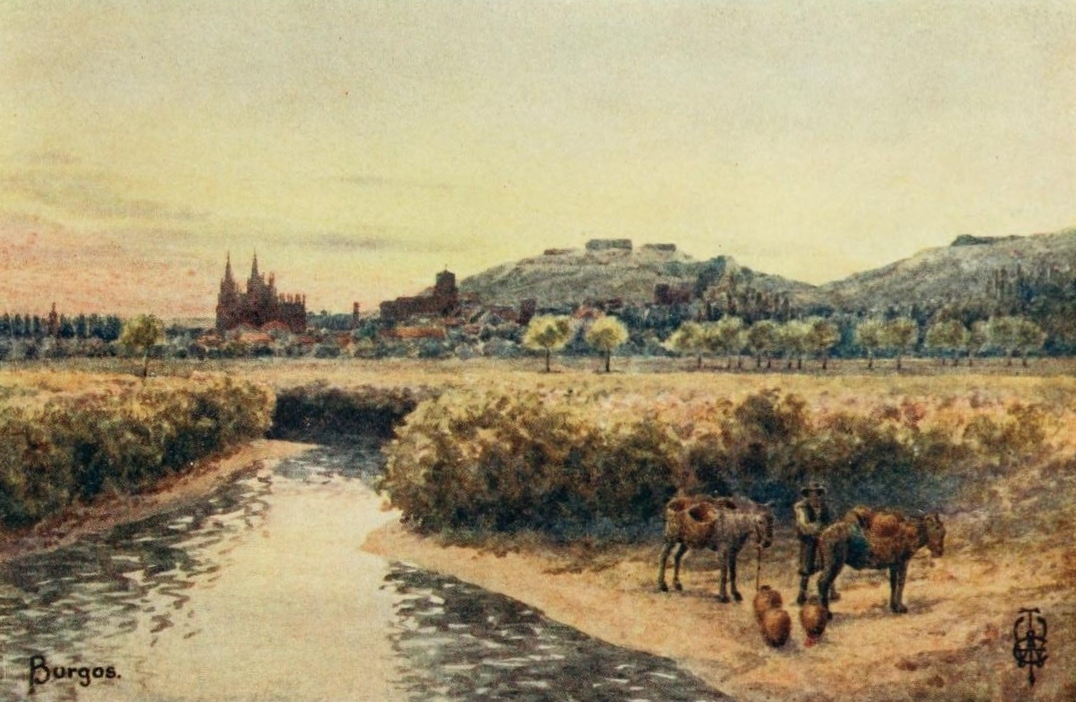
东侧看向布尔戈斯，埃德加·维格拉姆的水彩画，1906年

在西班牙内战期间，布尔戈斯市是国防军政府的所在地。该市还组建了西班牙第一届国民政府（1939-1939年），在此期间，独裁者弗朗西斯科·佛朗哥正式担任国家元首和政府首脑。佛朗哥政府一直留在布尔戈斯，直到1939年10月18日搬到马德里。8月9日，佛朗哥第二届政府在这座城市成立。
1970年12月3日，进行了所谓的布尔戈斯审判，对16名被指控谋杀3人的恐怖组织埃塔成员进行了审判。其中6名被告的死刑没有执行，而是被判处监禁。

#### 21世纪
21世纪在布尔戈斯建造了一个新的火车站（布尔戈斯-罗萨·德·利马火车站），位于城市郊区，老火车站目前是儿童和青年休闲中心。布尔戈斯大学还建造了一家新医院（大学医院），以取代2017年被推翻的雅圭将军医院。
2009年7月29日，在布尔戈斯，恐怖组织埃塔袭击了国民警卫队总部，幸运的是没有人员伤亡，但有65人受伤，大楼严重受损，必须修复。这一事件被认为是一个“奇迹”，考虑到爆炸物的数量、时间和地点的选择，这可能成为埃塔杀手制造的最大屠杀；整个家庭都在睡觉。

## 人口

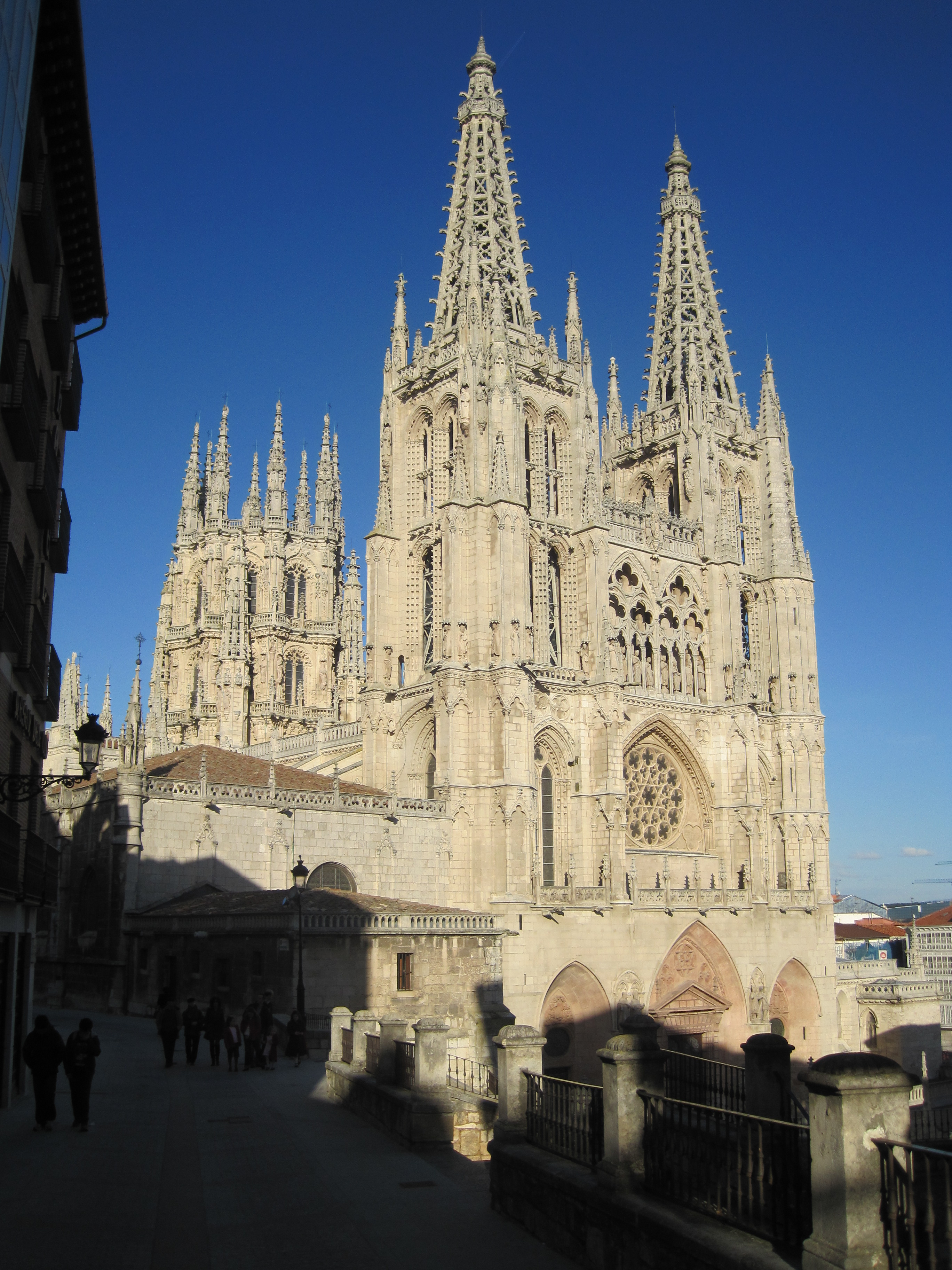
布尔戈斯主教座堂

| 布尔戈斯                                                                 |
|                                                                          |
| INE，法定人口（1900-1991年）；常住人口（2001-2011年） 2016年市政登记人口 |

## 交通

### 高速公路
由于地理位置优越，布尔戈斯成为了西班牙北部的重要交通枢纽。布尔戈斯市内也拥有发达的交通系统，该市还是西班牙城市公交ALSA北部站点的停放和维护总部。

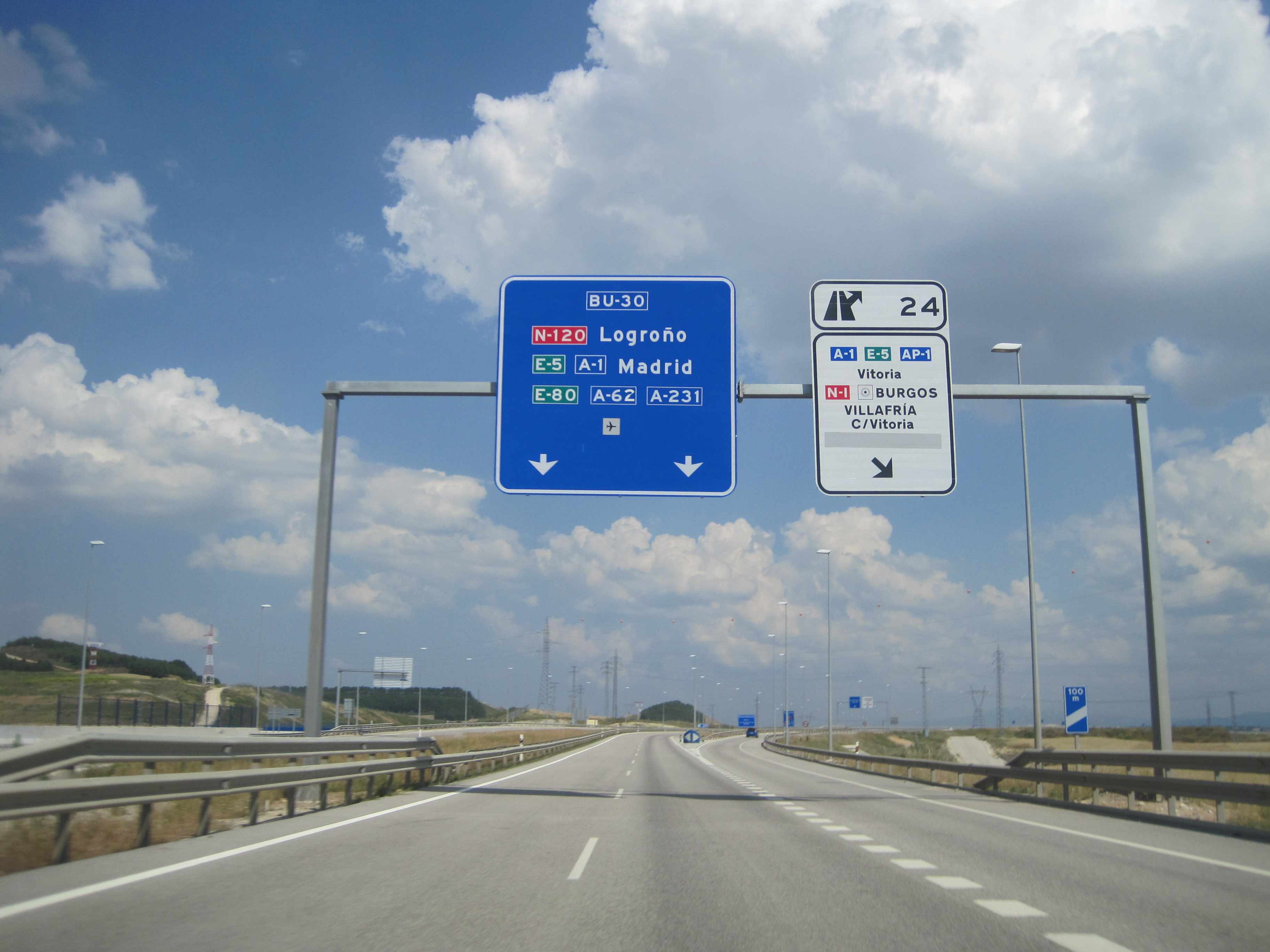
BU-30北段

| 标识牌 | 标识牌 | 名称               | 路线                           |
| ------ | ------ | ------------------ | ------------------------------ |
|        |        | A-1高速公路        | 马德里-杜罗河畔阿兰达-布尔戈斯 |
|        |        | 北部高速公路       | 布尔戈斯-阿尔米尼翁            |
|        |        | 卡斯蒂利亚高速公路 | 布尔戈斯-葡萄牙                |
|        |        | A-73高速公路       | 布尔戈斯-阿吉拉尔德坎波奥      |
|        |        | A-231高速公路      | 莱昂-布尔戈斯                  |
|        |        | BU-11高速公路      | 布尔戈斯南部-A-1高速公路接口   |
|        |        | BU-30高速公路      | 布尔戈斯环线                   |

### 机场
布尔戈斯机场位于该市中心以东5千米处，主要提供西班牙国内航班。机场的新航站楼于2008年7月7日落成。尽管在2008年经济危机期间投入使用，但其乘客流量多于附近的同类型西班牙国内机场，如维多利亚机场、洛格罗尼奥机场和莱昂机场。

## 图集

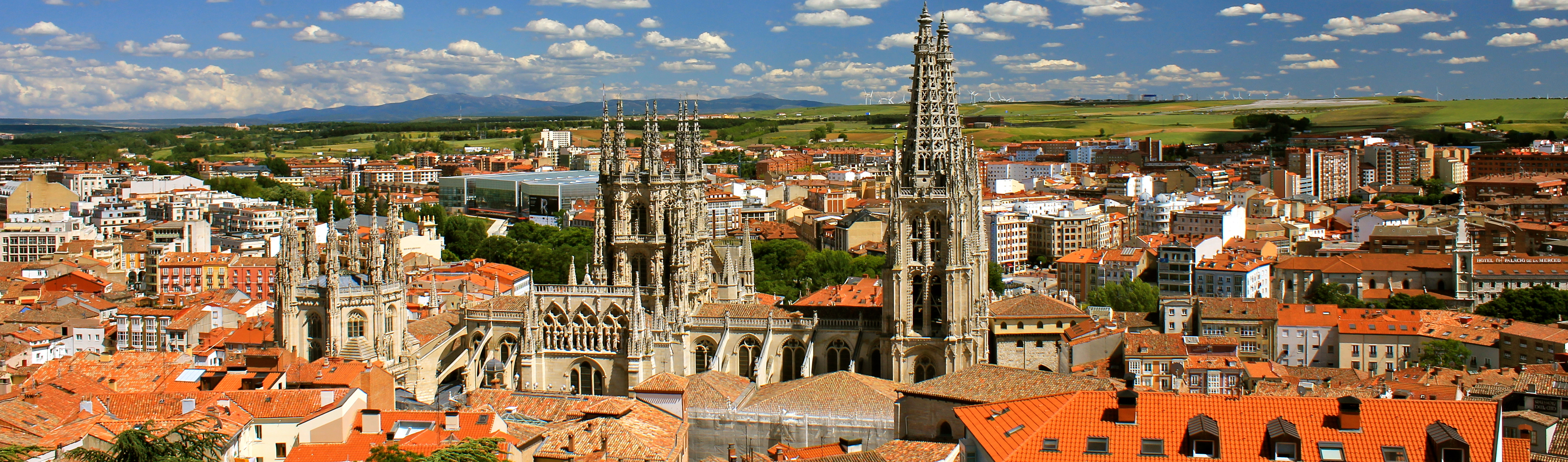
布尔戈斯（面朝东南方向）

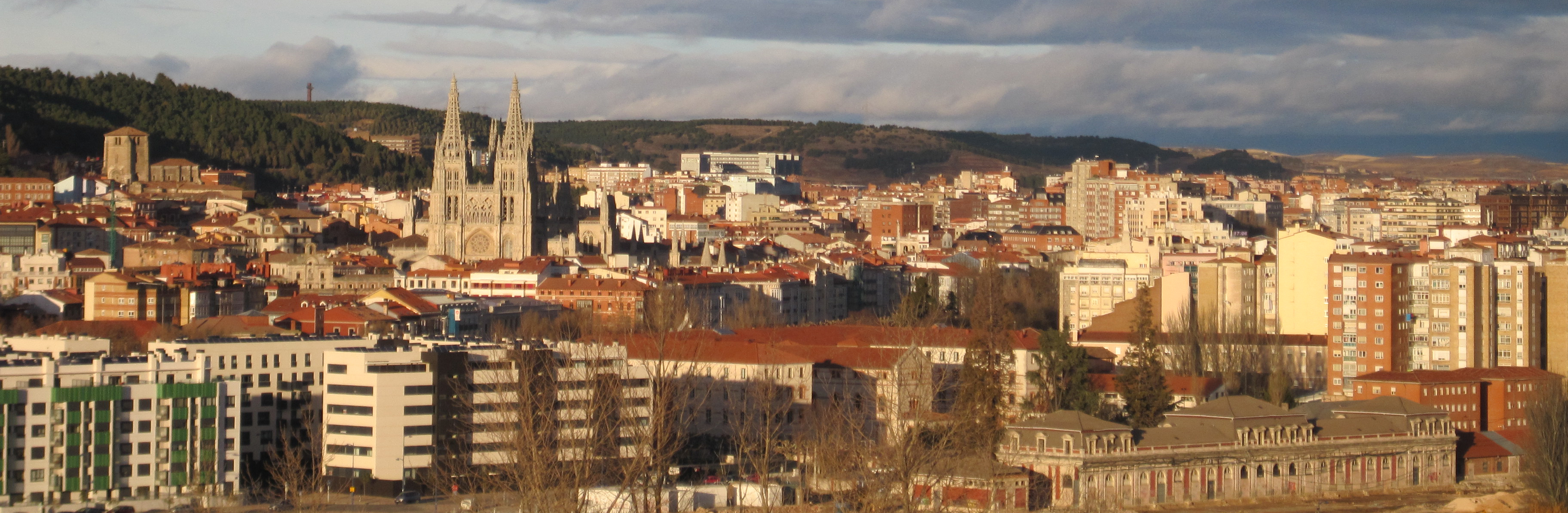
布尔戈斯全景（面朝北）

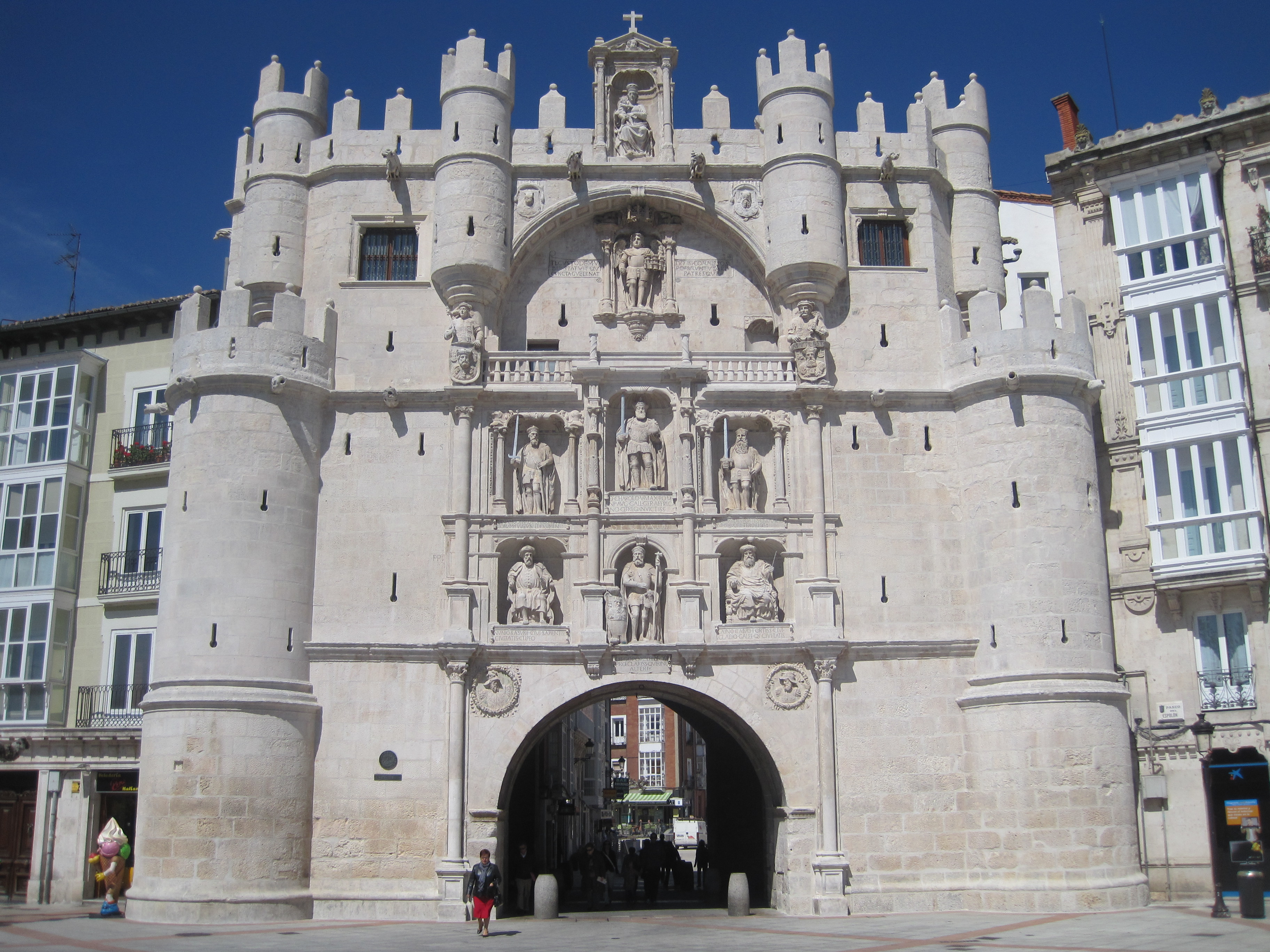
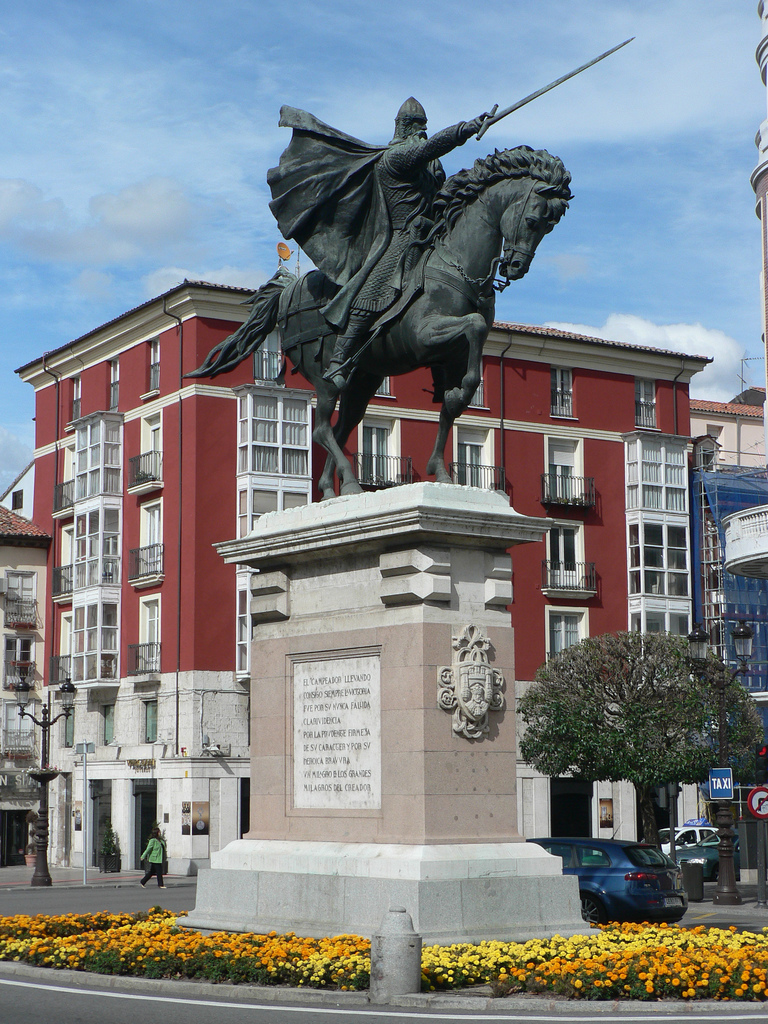
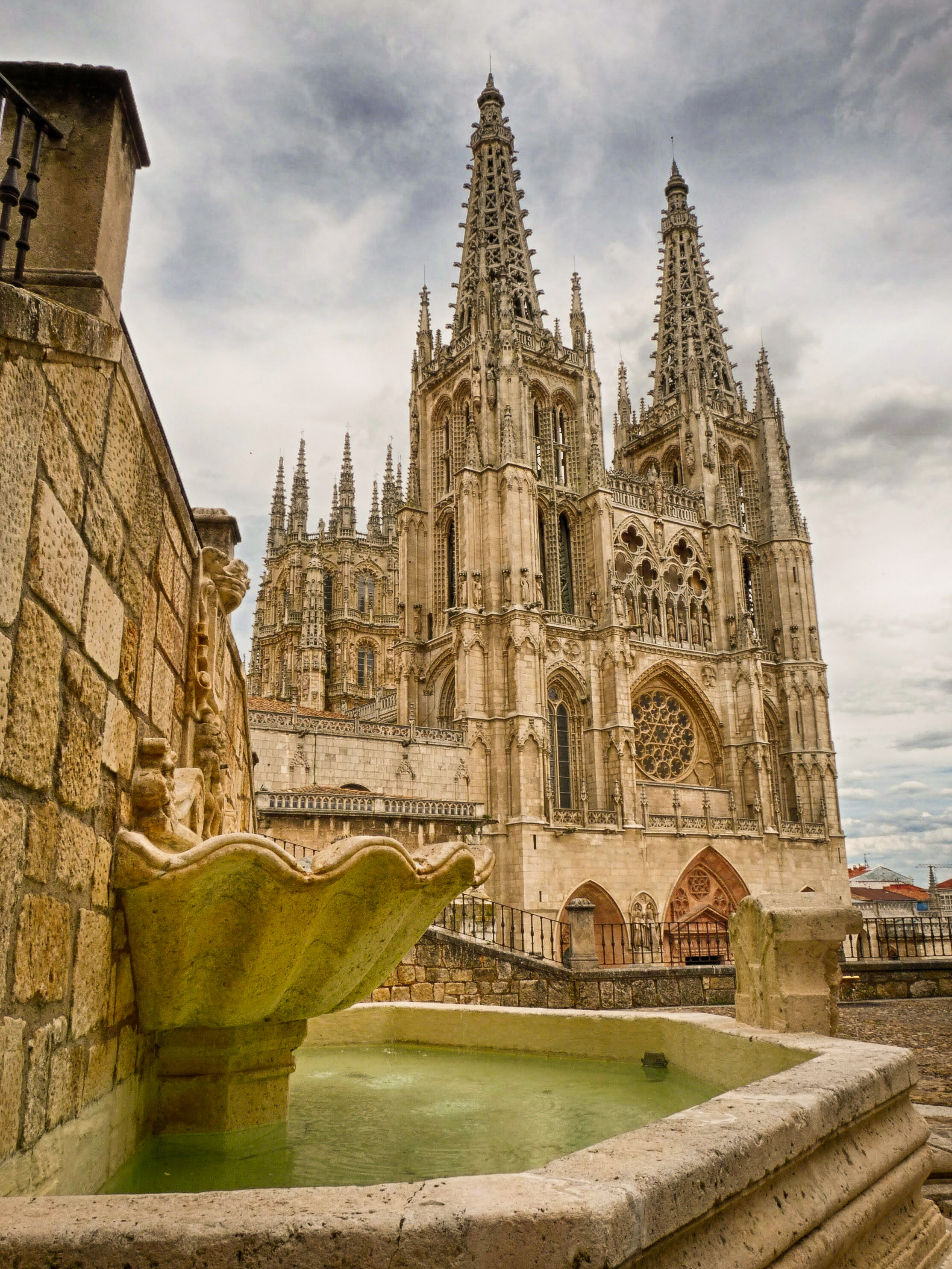
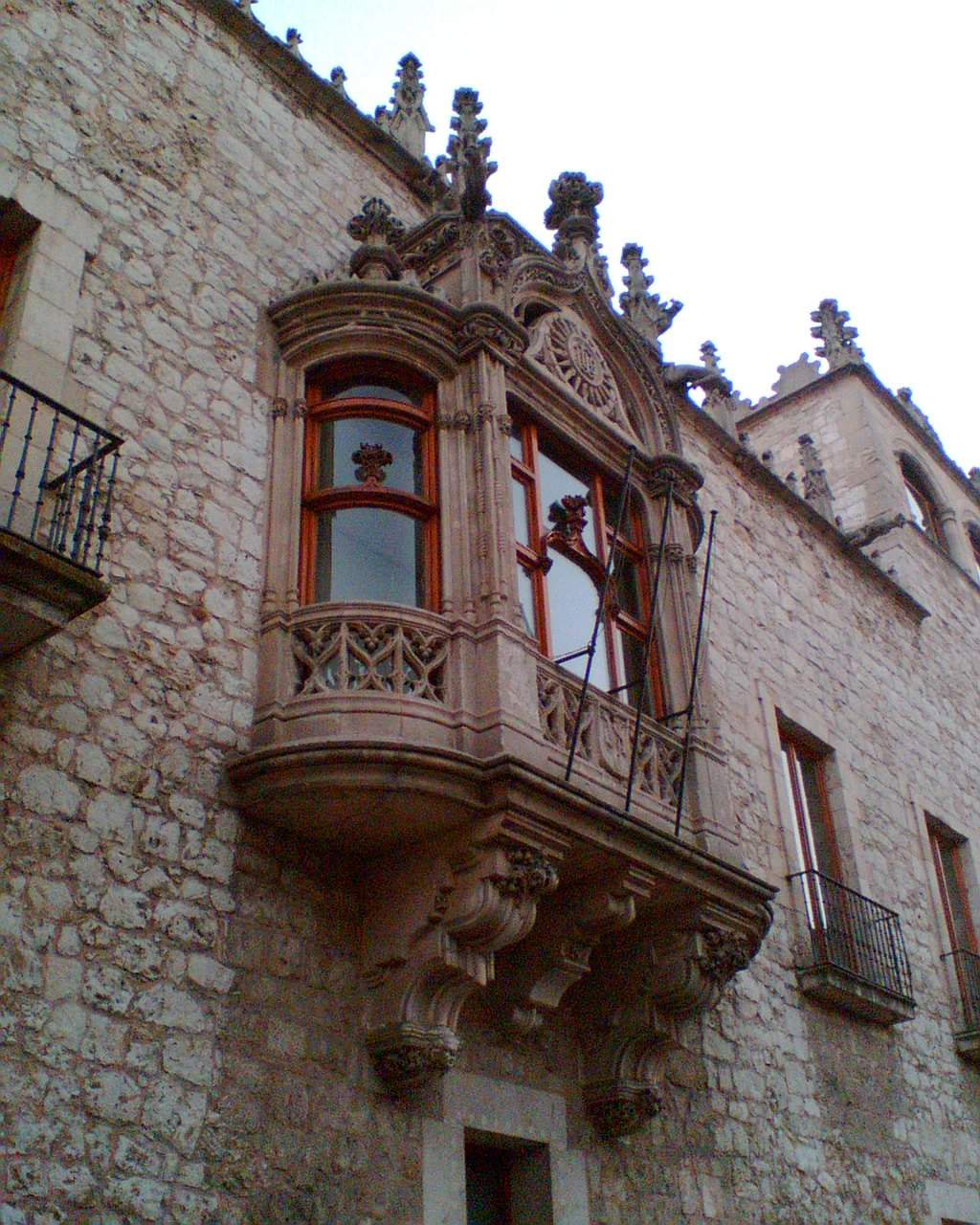

## 友好城市
- 法國 卢丹
- 法國 佩萨克